# Greenville (Misuri)
Greenville es una ciudad ubicada en el condado de Wayne en el estado estadounidense de Misuri. En el Censo de 2010 tenía una población de 511 habitantes y una densidad poblacional de 292,29 personas por km².

## Geografía
Greenville se encuentra ubicada en las coordenadas 37°7′39″N 90°26′54″O / 37.12750, -90.44833. Según la Oficina del Censo de los Estados Unidos, Greenville tiene una superficie total de 1.75 km², de la cual 1.75 km² corresponden a tierra firme y (0%) 0 km² es agua.

## Demografía
Según el censo de 2010, había 511 personas residiendo en Greenville. La densidad de población era de 292,29 hab./km². De los 511 habitantes, Greenville estaba compuesto por el 97.65% blancos, el 0.2% eran afroamericanos, el 0.39% eran amerindios, el 0.2% eran asiáticos, el 0% eran isleños del Pacífico, el 0% eran de otras razas y el 1.57% pertenecían a dos o más razas. Del total de la población el 1.17% eran hispanos o latinos de cualquier raza.